# Bernard Gaertner
Bernard Gaertner, auch Bernhard Gaertner oder Bernard Gärtner (* 15. Februar 1881 in Trier; † 3. September 1938 in Düsseldorf), war ein deutscher Landschafts-, Porträt- und Stilllebenmaler der Düsseldorfer Schule.

## Leben
Gaertner war Schüler der Kunstgewerbeschule Trier, der Académie royale des Beaux-Arts de Bruxelles und der Kunstakademie Düsseldorf. Er ließ sich in Düsseldorf nieder, wo er Mitglied des Künstlervereins Malkasten wurde. Längere Zeit hielt er sich in Berlin und München auf. Eine ausgedehnte Reise führte ihn nach Italien. 1925 und 1926 weilte er in Oberbayern und in der Schweiz. Den Winter 1927/1928 verbrachte er in Ägypten.
Gaertners Malerei ist durch Farbreichtum und eine von Paul Cézanne und anderen Impressionisten beeinflusste Malweise geprägt. Er stellte seit dem Ende des Ersten Weltkriegs, an dem er als Soldat teilgenommen und eine bleibende Verletzung erlitten hatte, regelmäßig auf Ausstellungen in Berlin aus, ferner im Kunstverein für die Rheinlande und Westfalen sowie in anderen westdeutschen Museen, 1928 in der Ausstellung Deutsche Kunst im Kunstpalast Düsseldorf, 1930 in Nürnberg auf der Ausstellung alter und neuer rheinischer Kunst sowie im Glaspalast München in der Deutschen Kunstausstellung. 1932 war er in der Ausstellung Düsseldorf-Münchner Kunst vertreten.